# Stefan Kozakiewicz
Stefan Kozakiewicz, ps. „Marcin” (ur. 12 września 1914 w Warszawie, zm. 2 maja 1974 tamże) – polski historyk sztuki, muzealnik, wykładowca Uniwersytetu Warszawskiego, powstaniec warszawski.

## Życiorys
W okresie II wojny światowej zasłynął z akcji ratowania dzieł sztuki w Warszawie. W tym samym okresie współpracował ze Związkiem Syndykalistów Polskich, a podczas powstania warszawskiego należał do redakcji gazety „Iskra”, w której redaktorem naczelnym był Jerzy Szyndler. Wśród innych członków zespołu redakcyjnego znalazły się takie osoby jak Stanisław Korab-Kamiński, Jerzy Złotowski, Eugeniusz Poślada czy Janina Rosnowska. Stefan Kozakiewicz razem ze Stanisławem Korab-Kamińskim prowadzili codziennie nasłuchy radiowe, których treść następnie streszczano na łamach gazety.
Po wojnie w latach 1947–1964 pracował jako wykładowca Uniwersytetu Warszawskiego. Od 1956 pełnił funkcję kuratora Galerii Sztuki Polskiej w Muzeum Narodowym w Warszawie. W 1950 pełnił funkcję wiceprezesa Oddziału Warszawskiego Stowarzyszenia Historyków Sztuki. Prezesem SHS był wówczas Bohdan Marconi.
Specjalizował się w sztuce renesansu, malarstwa XVIII w. oraz XIX w.

## Wybrane publikacje
- Canaletto (1955)[6]
- Warszawska „cyganeria” malarska. Grupa Marcina Olszyńskiego (razem z Andrzejem Ryszkiewiczem; 1955)[7]
- Pokłosie weneckiej wystawy Bellotta i Gierymskiego (1957)[8]
- Ignacy Gierdziejewski (1958)[9]
- Malarstwo polskie od XVI do początku XX wieku: katalog (redakcja; 1962)[10]
- Bernardo Bellotto (razem z Mary Whittall; 1972)[11]
- Polski renesans (1976)[12]
- Słownik terminologiczny sztuk pięknych (1976)[13]